# I Like 'em Big and Stupid
I Like 'em Big and Stupid è il primo singolo della cantante e attrice statunitense Julie Brown pubblicato nel 1984.
Originariamente fu pubblicato come formato indipendente, ma poi venne messo nell'EP Goddess in Progress e più avanti nell'album Trapped in the Body of a White Girl.

## Significato
Il brano parla di una donna che desidera avere un aitante e palestrato uomo che non deve essere molto intelligente (o come lei canta, "Superman dopo una lobotomia").

## Tracce
1. I Like 'em Big and Stupid – 3:49
2. The Homecoming Queen's Got a Gun – 4:27

## Il video
Non venne mai fatto nessun video per questo brano.